# Обицо I д’Есте
Вижте пояснителната страница за други личности с името Обицо д'Есте.
Обицо I д’Есте (на италиански: Obizzo I d'Este; * ок. 1110, Есте; † ок. 25 декември 1193, Ферара, Папска държава) е италиански благородник от сем. Есте, маркиз на Есте (1137 – 1193), от 1182 г. подест на Падуа, от 1184 г. маркиз на Милано и на Генуа и от 1187 г. господар на Ферара. Той е първият, който носи титлата „маркиз на Есте“

## Произход
Той е първото дете на Фолко I д’Есте († 1128), маркиз на Есте и родоначалник на рода Есте, и на неизвестна жена. Има четири братя и една сестра:
- Ацо IV († ок.1145)
- Бонифацио (†1163)
- Фолко († ок.1178)
- Беатриче (*1075, †1110), вероятна съпруга на Алфонсо VI ди Леон или на член на сем. Катанеи от Лендинара
- Алберто († 1184)

## Биография
Жени се през 1124 г. и има син Ацо V д’Есте, който умира преждевременно през 1193 г. Той е сред първите членове на рода, официално споменати с титлата маркиз – титла, идваща от рода на Обертенгите, маркизи на Тоскана, и след това потвърдена от почетните титли на император Фридрих I Барбароса. След смъртта на братята успява да обедини отново под своя власт всички италиански владения, принадлежали на баща му Фолко и на дядо му Алберто Ацо II. Постига рядък престиж за времето си и през целия си живот получава признание както от императора, така и от папата, като знае как дипломатично да поддържа позиция, оценена и в двете области.
През октомври 1163 г. помага на император Фридрих Барбароса да се бие срещу Верона, Падуа и Виченца, съюзявайки се с Павия и Мантуа, в неговия трети поход в Италия и по-късно получава от императора упражняването на апелативна присъда във Веронската марка. След това влиза в Ломбардската лига през 1167 г., сформирана от комуните, за да се противопостави на император Барбароса.
Когато през 1177 г. отива във Венеция, за да присъства на подписването на Венецианския мир и е придружен от свита от 180 мъже, като по този начин потвърждава нарастващото си политическо влияние. През същата година е назначен за подест на Падуа. През 1183 г. е споменат в член 22 от Констанцкия мир (Opizoni marzonis). През 1184 г. Фридрих Барбароса му дава титлите на маркиз на Милано и на Генуа.
Междувременно във Ферара Обицо I се оказа въвлечен в борбата между двете фракции, водени от могъщите семейства Аделарди и Салингуера, първите гвелфи, а вторите гибелини. Планът да ожени своя внук, бъдещият Ацо VI, за Маркезела Аделарди, не може да бъде реализиран поради преждевременната й смърт през 1186 г. и Обицо на практика става лидер на фракцията на гвелфите. Този избор на поприще се оказва решаващ за богатството на сем. Есте, което от този момент започва да придобива все по-голяма тежест в местния баланс на силите.
През 1187 г.  папа Урбан III идва във Ферара, пристигайки от Верона и възнамерявайки да отлъчи императора, но няма време да го направи, тъй като умователно не изпитва неудобство пред Барбароса.
Краят на живота на Обицо I е белязан от спор за наследство с вдовицата и дъщерите на брат му ира малко след пристигането си в града. Това обстоятелство се оказва щастливо за семейство Есте, което следАлберто. Последният е определил дъщерите си за наследници, но Обицо смята, че Есте и Ровиго са част от неговите владения, спорът е отнесен пред императора и херцога на Бавария, които се съгласяват с Ацо. Последвалият спор с жителите на Есте завършва по същия начин.
Обицо умира на Коледа през 1193 г. и начело на семейството не е наследен от сина си Ацо V, който умира преждевременно през същата година, а от своя внук Ацо VI д'Есте.

## Брак и потомство
Жени се два пъти:
∞ 1. 1124 за неизвестна жена, от която има един син:
- Ацо V д’Есте (* 1125, † 1193); ∞ 1339 за неизвестна жена, от която има син и дъщеря;

∞ 2. за София да Лендинара († сл. 1236), от която има един син и четири дъщери:
- Герсенда д’Есте;
- Фора д’Есте;
- Аделаида д’Есте;
- Томазина д’Есте;
- Бонифацио д'Есте († 7 юни 1228).